# Stridon
Stridon je bilo rimsko mesto (oppidum), ki se je nahajalo na danes neznani lokaciji. Kraj je znan predvsem kot rojstni kraj svetega Hieronima (okoli 347 – 419 ali 420), cerkvenega učitelja in prevajalca Svetega pisma.

## Ime
Točno latinsko ime mesta ostaja domneva, saj v nobenem latinskem besedilu ni zapisano v imenovalniku, pač pa vselej z »rodilniško« končnico -nis. Tako naj bi se po eni izmed domnev mesto imenovalo Strido (podobno, kot se sklanja na primer regio → regionis ali Strabo → Strabonis, torej tudi Strido → Stridonis). Nekateri raziskovalci, med njimi Rajko Bratož, menijo, da gre pri imenovalniku za množinsko obliko Stridonae, saj končnica -ona(e), zapisana v mestniški sklanjatvi oppido Stridonis, spominja na vrsto toponimov v zaledju severnega in vzhodnega Jadrana, na primer, Verona, Cremona, Emona (danes Ljubljana), Flavona (danes Plomin) in drugi.
Etimološki pomen imena naj bi bil domnevno izpeljan iz glagola stridere v pomenu sikati, žvižgati, bučati, škripati, zavijati, kar naj bi nakazovalo na primorsko lokacijo mesta, za katero je značilno izrazito vetrovno vreme oziroma burja.

## Zgodovina
Stridon je bil oppidum, kar je bila v pozni antiki splošna oznaka za urbano utrjeno naselje. Ferdinad Cavallera je menil, da gre za utrjen trg, ne za mesto v pravem pomenu. Frane Bulić pa je menil, da gre kljub vsemu za manjše trgovsko mesto, v katerem je vladalo blagostanje. Stridon je vsekakor imel strateški pomen, zato je tudi postal tarča Gotov. Hieronim ga opisuje kot podeželskega (»zaplankanega«), kar je bliže ruralnemu kot urbanemu izgledu naselja. Mesto ni bilo nikoli škofijski sedež, kot meni Marijan Mandac, čeprav Frane Bulić temu oporeka. Kot oppidum je nujno spadal pod neko bližnjo civitas (regionalno središče), morda Tarsatico. Slednje sicer Hieronim nikjer ne omenja niti kakršnekoli povezave z njo.
Mesto so porušili Goti leta 378 ali 379 na enem izmed pohodov po bitki pri Odrinu (378).
Od prebivalcev Stridona so poimensko znani še člani Hieronimove družine: oče Evzebij, bogat posestnik, ki se je ukvarjal pretežno z živinorejo, mlajši brat Pavlinijan ter teta Kastorina, materina sestra. Ime matere in mlajše sestre nista znani. Hieronimov sosed in dober prijatelj iz mladosti je bil Bonoz, pravtako iz ugledne in premožne družine. Duhovnik Lupicin, ki ga Hieronim omenja v svojem pismu Julijanu, bi lahko bil Stridonec, vendar je možno, da bi v Stridon samo prihajal iz kakšnega večjega krščanskega središča, morda Tarsatice.
V nekaterih sekundarnih virih se omenja tudi škof Domen iz Stridona, ki naj bi bil eden izmed samo petih udeležencev prvega nicejskega koncila (leta 325), ki so prihajali iz zahodnega dela cesarstva. Obstoj škofa Domna bi skoraj zagotovo bil zadosten dokaz, da je bil Stridon škofijski sedež, saj so v seznamih koncilskih očetov skoraj vsi škofje imenovani skupaj z mestom, v katerem so opravljali škofovsko službo (na primer Aleksander iz Aleksandrije ali Makarij iz Jeruzalema ali Longin iz Aškelona). Primerjava seznamov – te so na pregleden način zbrali in kritično obdelali Heinrich Gelzer, Heinrich Hilgenfeld (d) in Otto Cuntz v knjigi Patrum Nicaenorum nomina – pokaže, da gre za pomoto. Med koncilskimi očeti, ki pridejo v upoštev, sta namreč navedena samo Budij iz Stobija v današnji Makedoniji (kraj je zapisan kot Stubi ali Strubi, kar so nekateri kasnejši uredniki zaradi napačnega sklepanja popravili v Stribo in nadalje Strido) ter Domen iz Panonije, naveden takoj za njim. Kombinacija teh dveh imen je urednike pripeljala do Domna iz Stridona, ki kot tak sicer nikjer ni izrecno omenjen. Ker je Domen iz Panonije v enem izmed seznamov omenjen tudi kot metropolitanus (metropolit, to je škof metropole – prestolnice province), je nemogoče, da bi bil lahko Stridon kandidat za mesto Domnovega službovanja. Na to pomoto je že leta 1920 opozoril Frane Bulić v svojem članku Stridon (Grahovopolje u Bosni): Rodno mjesto Svetoga Jeronima. Domen iz Stridona se je tako izkazal na neresnično osebnost brez kakršnekoli zgodovinske osnove.

## Navedbe o Stridonu
O Stridonu je na voljo zgolj nekaj skopih navedb, ki pa so kljub vsemu pomembne za študij zgodovine tega mesta. Sveti Hieronim je edini od pisateljev svojega časa, ki Stridon sploh omenja. V svojem delu O slavnih možeh (De viris illustribus) iz leta 392 se predstavi s temi besedami:
- »Hieronim, rojen očetu Evzebiju v mestu Stridon, ki so ga porušili Goti in je bilo nekdaj na meji med Dalmacijo in Panonijo.«
»Hieronymus natus patre Eusebio, oppido Stridonis, quod, a Gothis eversum, Dalmatiae quondam Pannoniaeque confinium fuit.«

Ta navedba je med strokovnjaki sprožila vrsto ugibanj, v kakšni relaciji je bil dejansko Stridon z rimskima provincama Dalmacijo in Panonijo. Najbolj jih je zmotila postavitev besede quondam (nekdaj), ki pušča več odprtih možnosti: 
- Nekdaj, pred gotskim opustošenjem, se je nahajal na meji Dalmacije in Panonije.
- Nekdaj, še pred Hieronimovim rojstvom, se je nahajal na meji Dalmacije in Panonije, sedaj pa so politične meje drugačne.
- Nahajal se je na meji obeh, hkrati pa še tretje province, ki bi bila pravzaprav ozemlje Italie (ta formalno ni bila provinca).
- Nahajal se je v Italii, ob tromeji z Dalmacijo in Panonijo.
- Bil je dalmatinsko mesto, ki je ležalo na meji Panonije – slednje naj bi bilo ravno zaradi omembe Dalmacije pred Panonijo.[10][11]

Hieronima kot duhovnika in Dalmatinca sicer na dveh mestih označuje Paladij Galat, škof v Helenopolisu v Bitiniji, ki je bil sprva njegov prijatelj, kasneje pa nasprotnik:
- »Neki Hieronim duhovnik«
»Hieronymos tis presbyteros«
- »Neki Hieronim Dalmatinec«
»Hieronymos tis apo Dalmatias«[12]

Tu je treba nujno dodati še, da pogosto navajane Hieronimove izjave, ki naj bi jo bojda izrekel zaradi svojega vročekrvnega temperamenta, ni najti nikjer med njegovimi spisi in mu je bila (napačno) pripisana kasneje:
- »Odpusti mi, Gospod, ker sem Dalmatinec.«
»Parce mihi, Domine, quia Dalmata sum.«[13][11]

Hieronim je domači kraj omenil tudi v nekaterih drugih spisih. V Pismu Julijanu, diakonu v Antiohiji (pismo 6, iz leta 374) pravi:
- »Veseli me, da moja sestra, tvoja hči v Kristusu, vztraja v tem, kar se je namenila – to ti povem kot prvemu. Tu namreč, kjer sem sedaj, ne vem niti, kaj se godi doma, kaj šele, če moj rojstni kraj sploh še obstaja.«
»Sororem meam, filiam in Christo tuam, gaudeo, te primum nuntiante, in eo permanere, quod coeperat. Hic enim ubi nunc sum, non solum quid agatur in patria, sed an ipsa patria perstet, ignoro.«[14][15][16]

V Pismu Kromaciju, Jovinu in Evzebiju (pismo 7, iz leta 374), ki ga je pisal v Oglej, pravi:
- »V mojem rojstnem kraju namreč, kjer je doma zaplankanost, je bog trebuh in se živi tja v en dan: svetejši je, kdor je bogatejši.«
»In mea enim patria, rusticitatis vernacula, deus venter est et de die vivitur, sanctior est ille qui ditior est.«[17][18][16]

V Komentarju k preroku Sofoniju je zapisal o Božji jezi, ki je doletela različna področja:
- »Priča je Ilirik, priča Trakija, priča je zemlja, v kateri sem rojen, kjer je razen sonca in zemlje, rastočega trnja in goščatih gozdov vse drugo uničeno.«
»Testis Illyricum est, testis Thracia, testis in quo ortussum solum: ubi praeter coelum, et terram, et crescentes vepres, et condensa silvarum, cuncta perierunt.«[19]

V Pismu Heliodorju (pismo 60, iz leta 396) pravi:
- »Srh me spreletava ob misli na grozote našega časa. Že dvajset in več let se med Carigradom in Julijskimi Alpami dan za dnem preliva rimska kri. Po Skitiji, Trakiji, Makedoniji, Dardaniji, Dakiji, Epiru, Dalmaciji in obeh Panonijah se klatijo, pustošijo in plenijo Got, Sarmat, Kvad, Alan, Huni, Vandali, Markomani.«
»Horret animus temporum nostrorum ruinas prosequi. Viginti et eo amplius anni sunt, quod inter Constantinopolin et Alpes Iulias cotidie Romanus sanguis effunditur. Scythiam, Thraciam, Macedoniam, Thessaliam, Dardaniam, Daciam, Epiros, Dalmatiam, cunctasque Pannonias Gothus, Sarmata, Quadus, Alanus, Huni, Vandali, Marcomanni vastant, trahunt, rapiunt.«[20][21][22]

V Pismu Pamahiju (pismo 66, iz leta 397) omenja, kako je zašel v finančne težave glede gradnje samostana in gostišča v Betlehemu:
- Zato se mi je zgodil tisti nauk iz Evangelija, saj si nisem vnaprej preračunal stroškov gradnje stolpa (Lk 14,28), zaradi česar sem bil primoran poslati svojega brata Pavlinijana v domovino, da proda napol podrte hiše, ki so utekle rokam barbarov, in tudi posesti najinih staršev, da ne bi služenje svetim, ki sem ga začel, zamrlo, in ne bi s tem ponudil nasprotnikom razloga za posmehovanje in sramotitev.«
»Unde quia pene nobis illud de Euangelio contigit, ut futurae turris non ante supputaremus expensas, compulsi sumus fratrem Paulinianum ad patriam mittere, ut semirutas villulas, que barbarorum effugerunt manus; et parentum communium census venderet, ne coeptum sanctorum ministerium deserentes, risum maledicis et aemulis praebeamus.«[23][24][22]

V Pismu Rufinu (pismo 81, iz leta 399) nadaljuje poročilo o Pavlinijanovem poslanstvu:
- »Moj brat Pavlinijan se še ni vrnil iz domovine, vendar sem prepričan, da se bosta spet videla v Ogleju pri svetem očetu Kromaciju.«
»Frater meus Paulinianus necdum de patria reversus est, et puto ad eum Aquileiae apud sanctum papam Chromatium videris.«[23][25][22]

V Pismu Agerokiji (pismo 123, iz leta 409) pravi:
- »Že zdavnaj od Črnega morja do Julijskih Alp ni bilo naše, kar je naše. In že trideset let [barbari] vpadajo čez mejo na Donavi in se bojujejo sredi ozemlja Rimskega imperija.«
»Olim a mari Pontico usque ad Alpes Iulias, non erant nostra, quae nostra sunt. Et per annos triginta fracto Danubii limite in mediis Romani imperii regionibus pugnabatur.«[14][26][27]

Od ostalih navedb, ki so dosti kasnejšega datuma, omenimo le še Tomaža Arhidiakona (okoli 1200–1268), splitskega diakona, zgodovinarja in politika. V delu Zgodovina salonskih in splitskih škofov (Historia Salonitanorum atque Spalatinorum pontificum) je zapisal:
- »Sedaj je Dalmacija primorska pokrajina, ki se prične pri Epiru, kjer je Drač, in sega do Kvarnerskega zaliva, v notranjosti katerega je mesto Stridon, ki je bil na meji med Dalmacijo in Panonijo. To je bila domovina blaženega Hieronima, izvrstnega učitelja.«
»Nunc vero Dalmatia est regio maritima, incipiens ab Epyro, ubi est Dirachium et protenditur usque ad sinum Quarnarium, in cuius interioribus est oppidum Stridonis, quod Dalmatie Pannonieque confinium fuit. Hec fuit patria tellus beati Hieronymi, egregii doctoris.«[28]

## Lociranje mesta
Glede lociranja (ubikacije) mesta je bilo do sedaj objavljenih že mnogo študij. Posebno od 19. stoletja naprej so potekale burne znanstvene razprave, katerih avtorji se pogosto niso uspeli izognit patriotističnim težnjam in so argumentirano preferirali domnevo »domačega« Stridona. Z napredkom metodologije v sodobni znanosti so vendarle nekatere domneve postale znatno prepričljivejše, s čimer se je obroč okoli Stridona bistveno zožil. Pomembno je še poudariti, da do danes nobena izmed katerekoli predlagane lokacije ni bila temeljito arheološko raziskana, zato mesto še naprej ostaja geografsko nedefinirano in arheološko nedokazano. Raziskovalce več ali manj uvrščamo med zagovornike katere izmed petih domnev: Panonske, Dalmatinske, Istrske, Liburnijske in Kraške. Prve tri imajo danes malo zagovornikov, medtem ko Liburnijska in Kraška veljata za še vedno »aktualni«. Zgodovinar Janez Marolt tako meni, da je Stridon stal nekje v trikotniku Trst–Postojna–Reka, kar pomeni, da pridejo v upoštev deli ozemlja današnjih držav Hrvaške, Italije in Slovenije.

### Panonska domneva
Panonska domneva postavlja Stridon med reki Muro in Dravo. Domneva ima danes med strokovnjaki malo zagovornikov. Prvi med zagovorniki so bili celjski grofje, ki so na svoje ozemlje poklicali redovnike pavlince. Ti so bili vneti zagovorniki Hieronimovega panonskega porekla, verjetno tudi zato, ker je sveti Hieronim prvi napisal življenjepis njihovega duhovnega očeta, svetega Pavel iz Teb. Friderik II. Celjski je dal leta 1448 v Štrigovi na Hrvaškem, domnevnem Stridonu (v latinskih virih je imenovana Stridonium), zgraditi cerkev sv. Hieronima in samostan. Cerkev je leta 1738 močno prizadel potres, zato je pavlinec Josip Bedeković Komorski leta 1749 dal zgraditi novo. Bedeković je bil tudi sicer zagovornik štrigovskega Stridona in je leta 1757 izdal knjigo Rojstni kraj velikega cerkvenega učitelja svetega Hieronima (Natale solum magni ecclesiae doctoris sancti Hieronymi), v kateri razvija to tezo. Krajevna tradicija o svetem Hieronimu kot rojaku Štrigove je še vedno živa in se odraža predvsem na kulturnem področju, v obliki kulturnih društev in podobno.
Med zagovorniki te domneve so bili še M. Inhoffer (1644), Peter Kandler (1846), J. Danko (1874) in Luca Jelić (1902). Ferdinand Cavallera jo je odločno zavračal, podobno je tudi Franc Ksaver Lukman trdil, da Stridon gotovo ni bil v Medžimurju.
- Grajska kapela sv. Hieronima na Gradu Bizeljsko (na sliki na skrajnem desnem delu gradu) je bila prizidana gradu leta 1623[30] verjetno tudi po zaslugi Panonske domneve.
- Romarska cerkev sv. Hieronima v Štrigovi s studencem, kakršno je leta 1644 obiskal nemški benediktinec in polihistor Gabriel Bucelinus (na sliki njegova upodobitev). Po nekaterih poročilih so se pri studencu dogajale tudi ozdravitve.[31]
- Josip Bedeković Komorski, hrvaški pavlinec in zgodovinar, je leta 1757 izdal knjigo Rojstni kraj velikega cerkvenega učitelja svetega Hieronima (Natale solum magni ecclesiae doctoris sancti Hieronymi), v kateri dokazuje, da je Štrigova v Medžimurju rojstni kraj svetega Hieronima.

### Dalmatinska domneva
Verjetno najbolj vplivni zagovornik Dalmatinske domneve je bil hrvaški pesnik Marko Marulić (1450–1524), ki je Hieronimova dela zelo dobro poznal. Marulić je Stridon postavljal v Strigovo pri Kninu, mesto na tromeji med Dalmacijo, Bosno in Hrvaško. Tudi nekateri drugi kasnejši avtorji so zagovarjali to domnevo, med njimi Matija Vlačić, Gverin Tihić in Sebastijan Slad. Mnenje, da je bil Hieronim slovanskega porekla, sta zavračala Antonio Vaccari in Cavallera.
Hrvaški duhovnik in arheolog Frane Bulić je leto 1920, ko so po svetu obhajali 1500-letnico Hieronimove smrti, sprejel kot poseben izziv in je objavil svojo študijo o lociranju Stridona z naslovom Stridone luogo natale di S. Girolamo. V njej Bulić kaže veliko poznavanje te problematike in literature. Njegov namen je bil dokazati, da se je Stridon nahajal v rimski Dalmaciji, na meji današnje Dalmacije in Bosne. Kot najbolj prepričljiva lokacija se mu je zdela Grahovo polje v današnji Bosni, kamor je Stridon umeščal že G. Kapor, ravnatelj Zavoda sv. Heronima v Rimu. Najpomembnejši dokaz naj bi prispeval ljubiteljski arheolog Stjepan Petković, ki naj bi leta 1844 v bližini Knina, med Glamočem in Bosanskim Grahovem, našel miljnik, na katerem sta omenjena Stridon in Salvia (Bosansko Grahovo in Glamoč, oziorma po Bulićevo v obratnem vrstnem redu). Zapis na kamnu je leta 1882 v Vjesniku za dalmatinsku arheologiju i povijest objavil in interpretiral Josip Alačević:
- »Sodnik, postavljen od preslavnega moža Flavija Valerija Konstancija, upravnika province Dalmacije, je določil meje med Salvijani in Stridonci.«
»... iudex datus a Fla/vio Valerio Cons/tantio v(iro) c(larissimo) p(raeside) p(rovinciae) Del(matiae) / fines inter Salv/iatos et Strido/nenses determ/inavit.«

Raziskovalci so bili pozorni zlasti na označbo kraja, ki ga je mogoče brati kot Sipidonenses, Siridonenses, Stridonenses in podobno. Pod vprašaj je prišla tudi avtentičnost zapisa, pri čemer je bil Alačević obtožen ponarejanja le-tega. Na koncu je vseeno Bulićeva avtoriteta pripomogla k temu, da se je Dalmatinska domneva uveljavila kot najprepričljivejša. Kasneje so raziskovalci predvsem zaradi dejstva, da omenjenega miljnika do danes ni videl v živo razen Petkovića nihče, začeli najdbo smatrati za falzifikat. To je danes tudi splošno mnenje med raziskovalci. Mate Suić pravi, da je napis gotovo falzificiran, in sicer zelo natančno. Meni, da tudi, če bi bil avtentičen in bi nedvomno omenjal Stridon, to gotovo ni bil Hieronimov Stridon. Od drugih dokazov Bulić omenja še dvakratno Hieronimovo omembo dalmatinskih otokov (Pismo Heliodorju 60,16 ter Pismo Julijanu 98) ter Hieronimovo dalmatinskost, ki jo je izrazil v delu O slavnih možeh (navedba Dalmacije pred Panonijo), poleg tega pa tudi dejstvo, da je Rufin, ko je postal Hieronimov nasprotnik, poslal pisma proti Hieronimu v Rim, Italijo in Dalmacijo. V slednjo naj ne bi pošiljal pisma, če ne bi bil tu znan.

### Istrska domneva
Istrsko domnevo je zagovarjal Flavij Blond (1463), pri čemer je postavljal Stridon v današnji Zrenj (italijansko Stridone) pri Buzetu. Podobno sta menila tudi P. Vergerij ml. in Pietro Stankovich (1824). Med zagovorniki je bil tudi Domenico Vallarsi, ki je območje Istre sicer razumel vse do Nanosa – območje torej, ki ga vključujeta tudi Liburnijska in Kraška domneva. Domnevo je zavračal Ferdinand Cavallera. Robert Matjačić navaja, da so pomembni dogodki tistega časa, vključno z vdorom Gotov, Istro obšli. Danes domneva praktično nima več zagovornikov, čeprav se še omenja v literaturi. Milan Nosić navaja, pri čemer se sklicuje na etimološki slovar Petra Skoka, da ima Zrenj svoj etimološki izvor v glagolu zreti (hrvaško zrijeti), kar označuje kraj, iz katerega se vidi daleč naokoli (ima dober razgled). Tako so nastala tudi imena naselij Zren, Zrin, Zrinj, Ozrinj, Ozrin, Prizren in druga.
Tradicija češčenja svetega Hieronima je v Istri dokaj stara in je še vedno živa. Svetniku je posvečenih 7 cerkva v Hrvaški in 2 v Slovenski Istri.

### Liburnijska domneva
Za to domnevo Rajko Bratož meni, da je doslej gotovo najboljša in zato najbolj sprejemljiva. Domneva postavlja Stridon v pokrajino Liburnijo, ki se je nahajala znotraj province Dalmacije in je obsegala njen severozahodni del, to je obalni pas skupaj z otoki, približno od današnjega Šibenika do Kvarnerja in vzhodne obale Istre. Zagovornik te domneve je med drugim Mate Suić, od njegovih predhodnikov pa smemo semkaj uvrščati tudi Domenica Vallarsija. Domneva se v precejšnji meri sklicuje na zapis Tomaža Arhidiakona. Pomemben argument je tudi dejstvo, da so v Hieronimov krog poznanstev iz mladosti spadali ljudje iz Ogleja in Emone, kamor je odposlal pisma, ki so se ohranila do danes (ni znano, koliko pisem se ni ohranilo). Da je bil posebno povezan predvsem z oglejskim prostorom, pričata tudi pismi v Altin (Altinum), ki je ležal na območju današnjih Benetk, in Konkordijo (Iulia Concordia) nedaleč stran. Pismo Kastorini, svoji teti po materini strani, je najbrž poslal v domači Stridon.
Mate Suić posveča dokajšnjo pozornost Hieronimovi navedbi o Stridonu, ki je bil nekdaj na meji Dalmacije in Panonije. Pri določanju meje med Dalmacijo in Italijo se naslanja na A. Degrassija. Meja je potekala na jugu od reke Raše (Arsia) ter se povzpela na sever proti utrdbam Ad Titulos, kjer so današnja naselja Šapjane, Pasjak in Starod, ki jih Suić omenja kot širši prostor Hieronimovega rojstva. Ti kraji so od civitas Tarsatice oddaljeni okoli 30 kilometrov, kar pomeni, da bi lahko duhovnik Lupicin, v kolikor je deloval v Tarsatici (to je samo domneva), normalno pastoralno obiskoval Stridon. Poleg tega so ti kraji enako oddaljeni tako od Ogleja kot od Emone, in sicer 90 kilometrov, kar pomeni 3 dni hoda. V njihovi soseščini se nahaja tudi vas Žejane, katere etimološki izvor je Suić izpeljal iz imena Hieronimovega očeta Evzebija (Eusebius), ki je kot mogoči lastnik tamkajšnjih okoliških posesti povsem možno dal kraju ime, ki se je prijelo – Eusebianae. Poleg ostalih argumentov Suić opozarja še na gostoto cerkva na tem področju, posvečenih svetem Hieronimu, pri čemer pravi, da ne gre za naključje, pač pa so odraz starodavnega češčenja tega svetnika. Pri navedbi cerkva se sicer omejuje na Istro, Kvarnerske otoke in Dalmacijo, izpušča pa področje Slovenije in severovzhodne Italije.

### Kraška domneva
Ime za to domnevo je izpeljal Rafko Valenčič. Pri poimenovanju se je zgledoval po svojem profesorju Francu Ksaverju Lukmanu, ki je še v času teološkega študija Hieronima predstavil študentom kot moža s Krasa. Ta domneva postavlja Stridon nekoliko severneje od Liburnijske domneve, na Kras, pretežno na območje Pivke, v širšem smislu pa na območje od Snežnika do Nanosa. Valenčič jo ne smatra nujno kot »samostojno« domnevo, pač pa jo je možno interpretirati tudi kot potrditev oziroma korekcijo Liburnijske domneve. To območje so imeli za stridonsko že nekateri drugi avtorji, na primer Rok Rogošić, ki je Stridon postavljal v okolico Št. Petra na Krasu (danes Pivka), ali Trzcinski, ki ga je postavljal v okolico Emone, Ogleja ali Gorice.
Valenčič opozarja na nekatera gradišča, med katerimi se mu zdijo najvrednejša pozornosti tista v vasi Rodik v Brkinih, Šilentabor pri Pivki ter Strane pod Nanosom. V Šilentaboru je prazgodovinsko gradišče in rimska naselbina. Gradišče z obsegom 1414 metrov velja za enega največjih na Pivškem. Za Strane Valenčič ugiba, v kolikor bi bilo možno izvor toponima izvajati iz množinske oblike imena Stridonae, čeprav dopušča razlago domačinov, po kateri naj bi ime nastalo vsled odmaknjenosti vasi od drugih naselij in bi se potemtakem nahajala nekoliko »vstran«. V neposredni bližini vasi leži prazgodovinsko gradišče Šmihel pod Nanosom, pravtako eno najpomembnejših na tem področju.
Glede češčenja svetnika navaja Valenčič cerkve, ki so posvečene svetem Hieronimu v Sloveniji, skupaj z nekaterimi drugimi elementi sakralne dediščine, pri čemer – podobno kot že Suić za Hrvaško področje – ugotavlja sorazmerno gosto prisotnost objektov. Za Vipavsko in Pivko navaja, da je na tem področju ohranjeno osebno ime Jerumen in Jerolima ter družinsko ime »pri Jerumnu«. Poudarja tudi, da imajo kraji na Bistriškem in Pivškem staro in gosto mrežo župnij, ki imajo svoj začetek v 10. stoletju. Pražupnije tega območja so Ilirska Bistrica (nekdaj Trnovo), Košana, Slavina, Hrenovice in Vipava, nekoliko mlajše, iz 13. in 14. stoletja, pa so Jelšane, Hrušica, Knežak, Senožeče in Vreme. To nakazuje zgodnjo poseljenost ob nekdanjih rimskih poteh, temu v prid pa naj bi kazali tudi stari patrociniji cerkva kot so sveti Martin, sveti Jurij, sveta Marjeta, sveti Mihael in Marijino vnebovzetje. Zgodovinar Josip Gruden pravi, da na podlagi starih patrocinijev lahko sklepamo na začetek krščanstva na nekem področju, ki lahko sega vse do rimske dobe.